# Paul Hindemith
Paul Hindemith (ur. 16 listopada 1895 w Hanau, zm. 28 grudnia 1963 we Frankfurcie nad Menem) – niemiecki kompozytor, teoretyk muzyki, animator kultury, dyrygent, pedagog, altowiolista. W okresie dwudziestolecia międzywojennego uważany za jednego z najbardziej awangardowych twórców. Później, w latach trzydziestych i czterdziestych XX wieku zwrócił się ku klasycznym rozwiązaniom formalnym, głównie barokowym, stąd kojarzony jest przede wszystkim z nurtem neobarokowym w muzyce.

## Życiorys
Rodzice Hindemitha pochodzili z dwóch różnych stron Niemiec. Protestancka rodzina ojca miała korzenie na Dolnym Śląsku; katolicka rodzina matki w Hesse w Lotaryngii. Paul był najstarszym spośród trojga dzieci Roberta, z zawodu malarza pokojowego oraz Marii Sophie Warnecke. W 1902 rodzina przeniosła się z Hanau do Frankfurtu nad Menem. Ojciec był miłośnikiem muzyki, chociaż jak podają biografowie stosunki rodzinne nigdy nie układały się najlepiej. Hindemith rozpoczął naukę gry na skrzypcach w wieku dziewięciu lat. Po trzech latach został uczniem Anny Hegner, która szybko dostrzegła niezwykły talent chłopca. Po roku przekazała prowadzenie jego edukacji Adolfowi Rebnerowi, dziekanowi sekcji skrzypiec konserwatorium, jednej z najważniejszych postaci środowiska muzycznego we Frankfurcie. W wieku trzynastu lat Hindemith dostał się do konserwatorium, gdzie przez pierwsze lata koncentrował się na doskonaleniu gry na skrzypcach, a od 1912 studiował kompozycję, najpierw u Arnolda Mendelssohna, a potem u Bernharda Seklesa. Paul wykazywał niezwykłe umiejętności instrumentalne, równie dobrze co skrzypce czy altówkę opanował grę na fortepianie, klarnecie i kilku innych instrumentach. W 1915 został drugim skrzypkiem w kwartecie swojego pedagoga, Adolfa Rebnera. W czerwcu tego samego roku dostał się do sekcji pierwszych skrzypiec opery frankfurckiej, a już we wrześniu został koncertmistrzem orkiestry. W międzyczasie ojciec Hindemitha zaciągnął się do wojska i wkrótce poległ we Flandrii. Paul, który już wtedy dokładał się do rodzinnego budżetu, musiał teraz sam utrzymać rodzinę. W 1917 zaciągnął się do wojska. Większość służby spędził w orkiestrze pułkowej w pobliżu frontu. Miał szczęście, jeden z przełożonych poprosił go o stworzenie kwartetu smyczkowego, który dawałby koncerty na prywatnych spotkaniach oficerów. Po wojnie Hindemith wrócił do kwartetu Rebnera, gdzie od 1919 zmienił instrument na altówkę oraz do orkiestry operowej we Frankfurcie. W 1924 poślubił Gertrudę, córkę dyrygenta opery, Ludwiga Rottenberga.

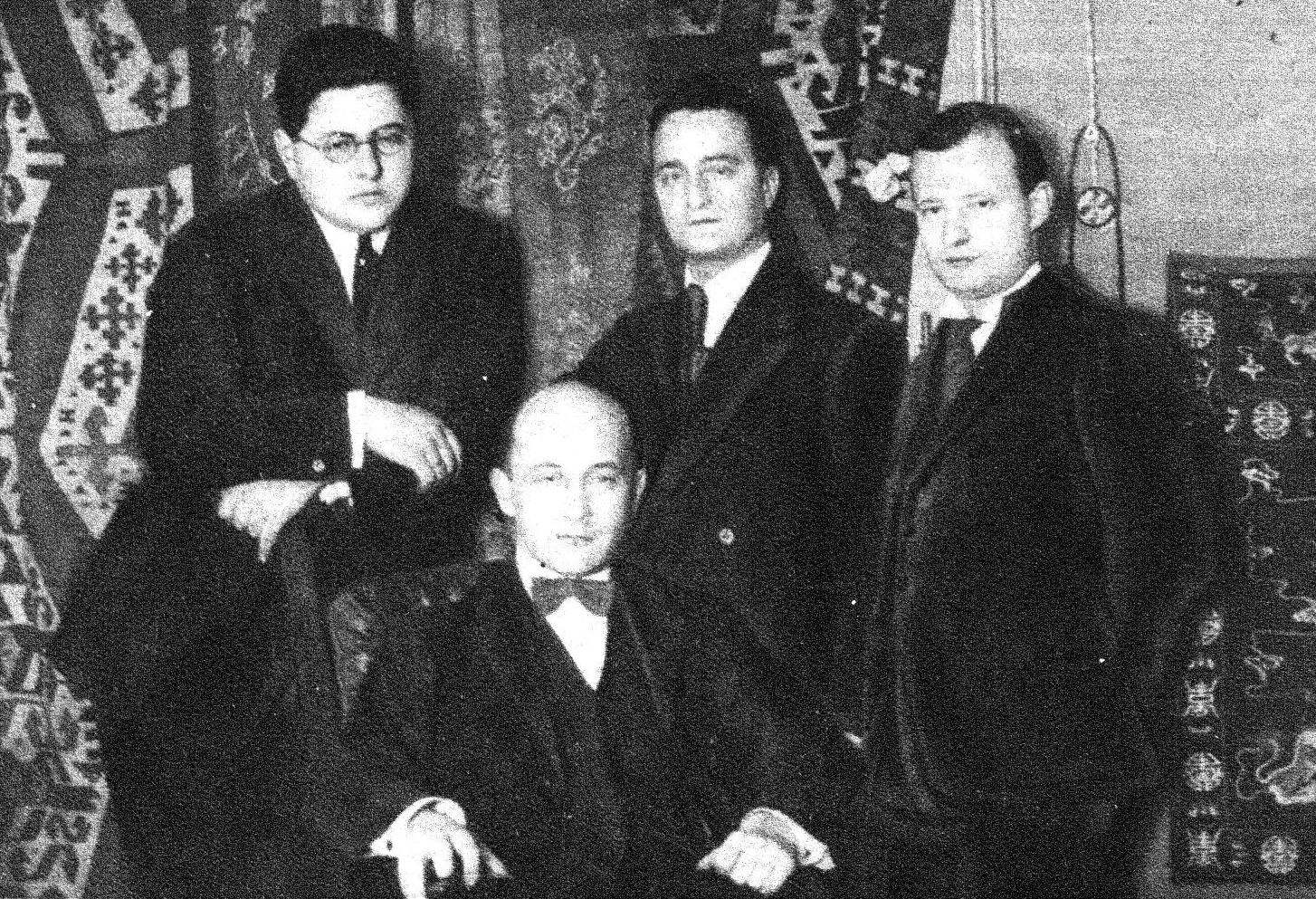
Kwartet Amar-Hindemith w 1922

Hindemith komponował jeszcze przed podjęciem nauk konserwatoryjnych. Pierwsze jego utwory miały jednak premierę w czasie studiów u Seklesa. I tak 2 czerwca 1919 zaprezentowano Kwintet fortepianowy op. 7, dwie Sonaty op. 11 oraz Kwartety smyczkowy op. 10 młodego kompozytora. Dwa lata później odbyły się w Stuttgarcie premiery dwóch spośród trzech wczesnych jednoaktowych oper Hindemitha: Mörder, Hoffnung der Frauen i Das Nusch-Nuschi. Opery te wywołały konsternację, ale i oburzenie swoim prowokacyjnym podejściem do seksualności. W sierpniu tego samego roku został wykonany na pierwszym Festiwalu w Donaueschingen Kwartet smyczkowy kompozytora. Mimo młodego wieku, Hindemith uważany był już wtedy za jednego z najważniejszych i najbardziej kontrowersyjnych kompozytorów niemieckich. Opinia ta została utrwalona w 1922 po premierze Kammermusik nr 1. Utwór ten operuje motywiką niemal dadaistyczną, w dużej mierze integrowaną poprzez motorykę, rytm, ale również kolorystykę nietypowego składu instrumentalnego. Zdradza przy tym pewne powinowactwo z twórczością Strawińskiego czy Bartóka. Najbardziej ciekawą cechą Kammermusik nr 1, rozwijaną zresztą później przez kompozytora w kolejnych dziełach, jest koncertujący charakter. Utwór napisany jest na zespół solistów. W tym samym czasie Hindemith działał jako odważny animator życia muzycznego. Zorganizował grupę muzyków, która miała za cel ukształtowanie nowego typu koncertu muzycznego: darmowego, bez udziału krytyków muzycznych, na afiszach nie zapowiadający nazwisk wykonawców, z repertuarem utworów nieznanych, tak nowych, jak i starych. Projekt ten nie odniósł wielkiego sukcesu, zdradza jednak sposób myślenia Hindemitha na temat praktyki muzycznej: chęć zatarcia granic między wykonawcą a słuchaczem, próba jego wciągnięcia, zaangażowania w proces muzyczny.
Zarówno tendencje twórcze, jak i te natury myśli o społecznym wymiarze sztuki, były u Hindemitha zdecydowanie antyromantyczne. W 1923 kompozytor został zaproszony do komitetu organizacyjnego Festiwalu w Donaueschingen. Festiwal ten, powołany do życia dwa lata wcześniej przez najznakomitsze autorytety muzyczne kraju (m.in. Ferruccio Busoniego, Josepha Haasa, Hansa Pfitznera, Arthura Nikischa, Heinricha Burkarda czy Richarda Straussa) miał za zadanie promowanie muzyki współczesnej. Już w pierwszym roku działalności zaprezentowano poza Kwartetem Hindemitha również dzieła Aloisa Háby czy Ernsta Křenka. W 1924 zaprezentowano m.in. Serenadę op. 24 Arnolda Schönberga oraz Bagatele op. 9 i Pieśni op. 14 Antona Weberna. Z inicjatywy Hindemitha kolejne edycje festiwalu skupiały się na wybranych gatunkach czy nurtach muzyki nowej. W ten sposób festiwal w 1925 poświęcony był pieśni chóralnej a cappella, w 1926 muzyce na zespoły wojskowe, muzyce filmowej i na instrumenty mechaniczne, w 1927 operze kameralnej, w 1928 kantacie kameralnej, w 1929 utworom przeznaczonym do muzykowania amatorskiego. W 1927 festiwal został przeniesiony do Baden-Baden, a w 1930 do Berlina.
W 1927 Hindemithowi zaproponowano również profesurę kompozycji w Hochschule für Musik w Berlinie. Była to nominacja zaskakująca. Młody, ledwie 32-letni kompozytor nie miał żadnego doświadczenia jako pedagog. W niewielkich grupach, wśród utalentowanych uczniów czuł się jednak bardzo dobrze i okazał się świetnym nauczycielem. Wkrótce rozpoczął też nauczanie w Volksmusikschule Neukölln w Berlinie. Praca z młodymi ludźmi, wspólne muzykowanie zaowocowało w wielu łatwych utworach dla amatorów, a także w pracy teoretycznej Unterweisung im Tonsatz. Hindemith prowadził w tym czasie również ożywioną działalność jako wykonawca. W 1921 został założony kwartet Amar-Hindemith, w skład którego wchodzili: Licco Amar – pierwsze skrzypce, Walter Kaspar – drugie skrzypce, Paul Hindemith – altówka oraz na wiolonczeli brat Hindemitha Rudolf, którego później zastąpił Mauritz Frank. Kwartet został założony specjalnie, aby wykonać nowe dzieło Paula, Kwartet smyczkowy nr 2. Szybko stał się jednak sławny w całej Europie jako jeden z najlepszych kwartetów smyczkowych, szczególnie ceniony za wykonania muzyki nowoczesnej. Żywa działalność w kwartecie zmusiła Hindemitha do porzucenia posady w orkiestrze operowej Frankfurtu w 1923. Kwartet istniał do 1929. Wtedy Hindemith sformował wraz ze swoimi kolegami z berlińskiej Akademii Muzycznej, Józefem Wolfsthalem oraz Emanuelem Feuermannem, trio smyczkowe. Po śmierci Wolfshala w 1931, partię skrzypiec przejął Szymon Goldberg. Trio działało do 1934. Hidemith występował wtedy równie często jako solista, grając na altówce (warto wspomnieć choćby pierwsze wykonanie Koncertu altówkowego Williama Waltona w październiku 1929) czy violi d’amore. Był uważany za jednego z najwybitniejszych i najbardziej wszechstronnych wykonawców swoich czasów. Intensywność działalności wykonawczej, pedagogicznej i kompozytorskiej Hindemitha w latach dwudziestych i trzydziestych była zdumiewająca, wręcz legendarna. Hindemith pisał utwory z niezwykłą lekkością; jego Kleine Kammermusik powstało zaledwie w pięć dni, finał Sonaty na skrzypce solo op. 31 nr 1 w pociągu z Bremy do Frankfurtu, Trauermusik dzień po śmierci króla Jerzego V a dzień później wykonana.
Prasa związana z ruchem nazistowskim już w 1930 zarzucała Hindemithowi nienarodowy charakter jego twórczości, kosmopolityzm i niemoralny charakter jego pierwszych oper. Kompozytor jednak cieszył się wielkim mirem. Nawet po dojściu Hitlera do władzy w 1933 nie został od razu poddany represjom. Postawa Hindemitha wobec dyktatury była z jednej strony konformistyczna, starał się dostosować, o ile to było konieczne, do rozporządzeń administracyjnych – z drugiej jednak strony kontynuował współpracę z muzykami pochodzenia żydowskiego, pomógł Jüdischer Kulturbund przy premierze opery dziecięcej Wir bauen eine Stadt, a podczas zajęć w berlińskiej Hochschule fur Musik nie robił sekretu ze swoich antynazistowskich poglądów. W 1934 został jednak wpisany na niechlubną listę międzynarodowych kompozytorów atonalnych, rozpoczęły się szyderstwa i represje. Prasa nazistowska pisała o antynarodowym charakterze jego muzyki. Między innymi o Kammermusik nr 5 z 1927, gdzie pojawia się sparodiowany według nazistów bawarski marsz wojskowy, który w międzyczasie stał się jednym z ulubionych utworów wykonywanych podczas partyjnych zjazdów. Wydaje się jednak, że najbardziej raziły nazistów kontakty Hindemitha z Żydami. W listopadzie 1934 Kulturgemeinde ogłosiła bojkot koncertów z muzyką Hindemitha. W reakcji na tę decyzję 25 listopada na łamach Deutsche Allgemeine Zeitung w obronie kompozytora stanął Wilhelm Furtwängler, który zresztą w marcu tego samego roku prowadził udaną premierę Symfonii Mateusz Malarz kompozytora. Tego wieczora w berlińskiej Staatsoper dyrygent po wejściu przed pulpit został nagrodzony dwudziestominutową owacją na stojąco. Było jasne, że Hindemith i wszystko co symbolizuje stanowi dla reżimu poważne zagrożenie. Furtwängler został wkrótce zwolniony z wszystkich stanowisk, a kompozytora skrytykował sam Goebbels. Działalność Hindemitha była coraz bardziej utrudniona, ale nie wyrzucono go z kraju. Pozwalano nawet na wykonania niektórych jego utworów, a w 1937 na zagraniczne tournée koncertowe oraz pomoc rządowi Atatürka przy przeorganizowaniu życia muzycznego w Turcji. Wkrótce jednak Hindemith wyemigrował, najpierw do Szwajcarii, a w 1940 do Stanów Zjednoczonych.

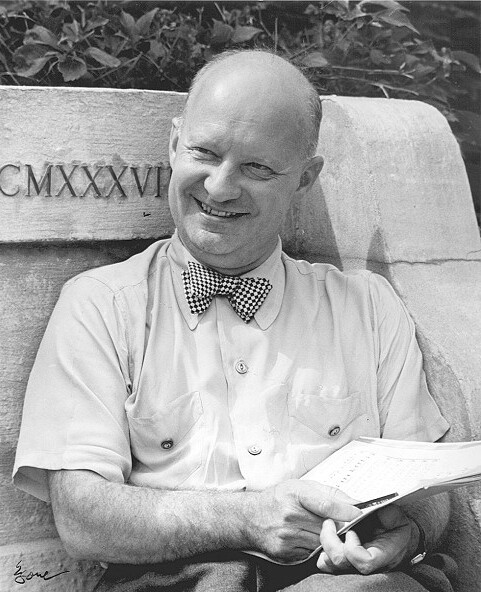
Paul Hindemith w wieku 50 lat

Najpierw przez kilka miesięcy występował z wykładami gościnnymi między innymi na Uniwersytecie w Buffalo, Uniwersytecie Cornella, Wells College (w Aurorze). W 1941 podjął stałą współpracę z Uniwersytetem Yale, gdzie został profesorem kompozycji oraz dyrektorem Collegium Musicum. Współpraca z tym ośrodkiem trwała aż do 1953. Stosunki ze studentami amerykańskimi nie układały się jednak tak pomyślnie jak wcześniej ze studentami w Hochschule für Musik w Berlinie. Hindemith przyznał w Stanach Zjednoczonych tylko dwanaście stopni mistrzowskich w kompozycji. Niemniej jednak kompozytor wywarł duży wpływ na amerykańskie życie muzyczne, szczególnie może poprzez poszerzanie repertuaru o muzykę dawną wykonywaną na instrumentach z epoki. W 1946 przyznano Hindemithowi obywatelstwo amerykańskie. Rok później odbył pierwszą po wojnie podróż do Europy. Nigdy jednak nie odwiedził już ojczyzny, choć otrzymywał wiele zaproszeń, także z Hochschule für Musik w Berlinie czy z Festiwalu w Donaueschingen. W 1951 przyjął profesurę Uniwersytetu Zuryskiego i przez kolejne dwa lata dzielił czas pomiędzy Zurych i New Haven. W 1953 osiedlił się na stałe w Szwajcarii, w Blonay niedaleko Vevey. Po 1955 dawał już tylko okazjonalne wykłady jako profesor emeryt. Wciąż chętnie jednak dyrygował, odbył kilka światowych tournée koncertowych. 15 listopada 1963 nagle pogorszyło się jego zdrowie, został zabrany z Blonay do szpitala we Frankfurcie. Zmarł na ostre zapalenie trzustki.

## Odznaczenia
- Order Pour le Mérite (1952)[2]

## Muzyka
W latach dwudziestych Hindemith uważany był za przywódcę młodego pokolenia awangardowych kompozytorów.
Wielki skandal wywołały m.in. jego dwie jednoaktowe opery: Morderca, nadzieja kobiet i Święta Zuzanna. Pierwsza – z powodu obfitości erotyki i brutalności, drugą oskarżano o świętokradztwo. W operze Nowości dnia Hindemith kpił z coraz wyraźniejszej już wówczas wszechwładzy mediów, które goniąc za skandalami inscenizowały „afery z życia celebrytów”. W „Nowościach dnia” niezwykła była też muzyka: aria do tekstu reklamy, chór maszynistek skandujących urzędowy tekst.
Skandale wywoływały też instrumentalne utwory Hindemitha. W niektórych nawiązywał do jazzu, kabaretowych piosenek i tańców takich jak fokstrot. Wykonanie I Kammermusik w Monachium w 1923 na zespół z syreną w obsadzie zakończyło się skandalem:
Ledwo przebrzmiały ostatnie takty, na sali zapanował chaos. Rozległy się gwizdy i buczenia, w powietrzu fruwały krzesła, salę wypełnił piekielny hałas. Hindemith znikł za sceną wraz z pozostałymi muzykami. Kiedy zamieszanie sięgnęło zenitu, wrócił. Ze spokojem siadł przy perkusji, z całej siły zaczął walić w bębny i wyć syreną. Porządnych monachijczyków tak zaskoczyło to zachowanie, że w tej nierównej bitwie zwycięstwo przypadło Hindemithowi.
W latach trzydziestych i czterdziestych Hindemith rezygnował z eksperymentów i prowokacji. Jego muzyka coraz wyraźniej nawiązywała do tradycji, zwłaszcza barokowej. Częste bywały w niej nawiązania do chorału protestanckiego. Jednym z najbardziej charakterystycznych przejawów tego stylu jest opera Mathis der Maler (Mateusz Malarz) (1934), znana przede wszystkim w wersji instrumentalnej, jako symfonia. Barokowe allegra przypomina cykl utworów fortepianowych Ludus tonalis („gra tonacjami”). Styl ten nazwano „nową rzeczowością”, a przypominał neoklasycyzm.
Do dawnej muzyki nawiązuje również Koncert według dawnych melodii ludowych na altówkę i małą orkiestrę „Schwanendreher” (1935), o którym kompozytor powiedział również, że powinien być „grą”:
Do rozbawionego towarzystwa przyłącza się szpilman. Gra to, czego nauczył się podczas wędrówki: pieśni poważne i wesołe, a na zakończenie taniec. Jak przystało na prawdziwego muzyka, preludiuje i improwizuje rozwijając melodie tak, jak mu podpowiada przypadek i fantazja.
Podobnie „zabawowo”, a momentami wręcz dowcipnie brzmią dwa utwory skomponowane w latach emigracji w USA: Cztery temperamenty na fortepian z orkiestrą (1940) ilustrujące charakter melancholika, sangwinika, flegmatyka i choleryka oraz Symfoniczne metamorfozy (1943) na motywach utworów Carla Marii von Webera, zakończone parodią marsza.

## Twórczość

### Utwory orkiestrowe
- Lustige Sinfonietta, Op. 4 (1916)
- Ragtime (wohltemperiert) (1921)
- Koncert na orkiestrę, Op. 38 (1925)
- 4 utwory na orkiestrę smyczkową (1927)
- Konzertmusik na instrumenty dęte i smyczki Op. 50 (1930)
- Philharmonic Concerto (Wariacje na orkiestrę) (1932)
- Symfonia „Mathis der Maler” (1933-1934)
- Tańce Symfoniczne (1937)
- Symfonia Es-dur (1940)
- Uwertura do baletu „Amor und Psyche” (1943)
- Symfoniczne metamorfozy (poprawnie: Symfoniczna metamorfoza) tematów Carla Marii von Webera (1943)
- Symfonia „Serena” (1946)
- Sinfonietta E-dur (1949)
- Symfonia „Die Harmonie der Welt” (1951)
- Symfonia B-dur na zespół koncertujący (1951)
- Symfonia „Pittsburgh” (1958)

### Sonaty na różne instrumenty
Hindemith umiał grać na wszystkich instrumentach, na niektórych nawet bardzo dobrze. Ponieważ repertuar pedagogiczny na wiele z nich był skromny i tradycyjny, w latach trzydziestych i czterdziestych skomponował serię sonat. Są one stosunkowo proste muzycznie, za to uwzględniają potrzeby techniczne wykonawców, toteż szybko stały się standardową literaturą pedagogiczną. Przeznaczone są na różne instrumenty, zazwyczaj z fortepianem:
flet – Sonata in B (1936)
obój – Sonata in G (1938)
rożek angielski – Sonata (1941)
klarnet – Sonata in B (1939)
saksofon – Sonata in Es (1943)
fagot – Sonata in B (1938)
róg – Sonata (1939), Sonata in Es na róg altowy (1943)
trąbka – Sonata (1939)
puzon – Sonata in F (1941)
tuba basowa – Sonata in B (1955)
harfa – Sonata (solo; 1939)
organy – dwie Sonaty (1937), III Sonata (1940)
skrzypce – dwie Sonaty solo (1924), Sonata in E z fortepianem (1935), Sonata in C z fortepianem (1939)
altówka – trzy Sonaty solo (1922, 1923, 1937), trzy Sonaty z fortepianem (1919, 1922, 1939)
kontrabas – Sonata (1949)